# Romanç neollatí

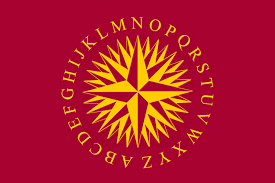
Logo del projecte Via Neollatina.

El Romanç neollatí o simplement neollatí és una llengua panromànica, és a dir, una varietat lingüística codificada de base romanç, representativa del conjunt de llengües llatines. Es pot considerar com una proposta de llengua estàndard per a tota la família lingüística romanç, i alhora una llengua construïda zonal, en ésser el resultat d'una codificació lingüística a partir d'un grup concret, en aquest cas, les llengües llatines. Cal destacar que aquesta llengua zonal es restringeix únicament a l'àmbit lingüístic, sense abastar cap altre aspecte social o polític.

## Introducció
El neollatí sorgeix com una llengua estàndard de base estrictament romanç, a diferència d'altres projectes lingüístics semblants com l'interlingua. L'interlingua és un projecte de llengua artificial, creat per la International Auxiliary Language Association (IALA), l'objectiu de la qual era en un principi avaluar les llengües artificials existents i fer les recomanacions necessàries per a l'adopció d'una llengua artificial com a llengua comuna entre elles. Després de concloure que cap de les llengües existents no era completament apta per al seu ús com a llengua internacional, la IALA posa a disposició, després de diversos anys d'estudi i treball, un diccionari amb 20.000 termes i una gramàtica mínima del que serà la nova llengua interlingua.
El neollatí, en canvi, no té com a base cap llengua artificial, sinó que es fa seguint criteris recomanats per la ciència lingüística. L'objectiu principal del neollatí no és promoure l'adopció d'una llengua internacional auxiliar per a tot el món, sinó ajudar a la comunicació de "els diversos pobles neollatins [parlants de llengües romances] a través de les seves pròpies llengües: el romanç" (Martín Rincón, 2016). El neollatí, a diferència de l'interlingua, no empra principis innovadors, sinó que es basa en la teoria de la codificiació desenvolupada per lingüistes com Lamuela, Castellanos i Sumien. El desenvolupament essencial té en compte tot el sistema lingüístic romànic.
L'objectiu inicial de la llengua és, doncs, facilitar i també dignificar la comunicació panllatina, per això el projecte d'aquesta llengua, anomenat pròpiament Via Neollatina (Vía Neolatina en neollatí), vol recuperar l'essència original de les llengües llatines o romàniques i els seus estàndards tradicionals. El model de llengua que es presenta és una síntesi de la variació romànica que intenta ser representativa del conjunt romànic: una varietat nova i comuna però alhora nautral i plural que permet al seu parlant comunicar-se pel món llatí (països i regions amb llengües romàniques). També és una llengua útil per als no parlants de llengües llatines com a via d'accés més fàcil a aquestes llengües.
Com a llengua construïda amb base romanç, té diversos beneficis que no tenen per exemple altres llengües construïdes sense base romanç. Per exemple:
- És una llengua comprensible per a una comunitat de més de 800 milions de parlants de llengües llatines.[cal citació]
- És una llengua molt flexible i adaptable als usos, necessitats i interessos concrets dels diferents parlants romanços.[cal citació]
- És una via d'accés central per als parlants no romanòfons.[cal citació]
- També és un pont entre les pròpies llengües romàniques (tant les actuals com les més antigues o extintes, fins i tot el llatí), atès que presenta més eficiència a l'hora de traduir entre llengües romàniques, per la unitat que presenta en la seva sintaxi i gramàtica.[cal citació]

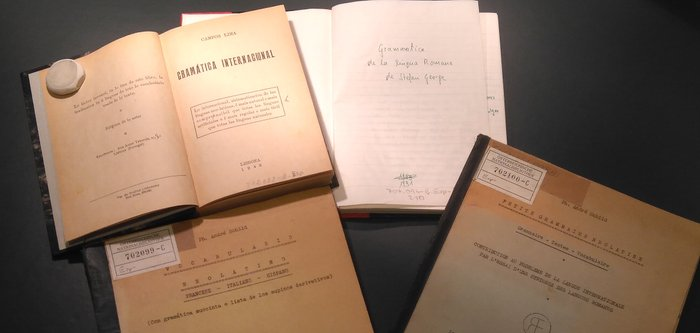
Projectes de llengües precedents al romanç neollatí.

Juntament al romanç neollatí, hi ha també altres projectes paral·lels en altres famílies lingüístiques europees. D'entre aquests, el més avançat i desenvolupat és l'anomenat intereslau. Els parlants de llengües llatines convergeixen a Europa en contacte amb les altres dues famílies lingüístiques més esteses: el germànic i l'eslau. El desenvolupament de l'intereslau modern va començar el 2006 amb el nom de Slovianski per un equip de lingüistes de diversos països encapçalat per Jan van Steenbergen, i no fou fins anys després quan adoptà el nom actual d'intereslau, posteriorment aquest projecte es va fusionar amb un altre de semblant d'una llengua eslava comuna, el nou eslau, impulsat pel lingüista txec Vojtěch Merunka, any en què tingué lloc el Primer Congrés Internacional de la Llengua Intereslava a la localitat txeca de Nové Město.
Hi ha diversos precedents d'aquesta llengua neollatina, alguns d'ells codificats en llengües auxiliars. Ja el 1947 André Schild va crear una llengua anomenada neolatino, posteriorment, el 1948, un lingüista portuguès, João Campos Lima, va proposar una llengua, l' internacional, com a via de comunicació internacional com a alternativa a l'esperanto. Ja més endavant, el 2001, Richard Sorfleet i Josu Lavin van rear l' interlingua romanica, i anys després, Raymund Zacharias i Thiago Sanctus l' interromanico el 2017, també com a propostes per a la comunicació panllatina. El 2010 també va aparèixer la proposta per part del lingüista Clayton Cardoso, l' olivarianu, però en aquest cas va aparèixer com una llengua artificial artística inserida dins d'un món de ficció.

## Principis de disseny
Els lingüistes de Via Neollatina tenen la intenció de dissenyar i codificar un estàndard panromànic d'una manera científica, i per fer-ho atorguen gran importància als principis de disseny (incloent-hi els valors, els objectius, la metodologia, etc.). Els principis de disseny desenvolupats per Via Neollatina estan basats en les contribucions teòriques de la lingüística aplicada; codificacions per a llengües romàniques particulars (el romanx de grisons, l'occità, el català, el gallec, etc.); altres famílies lingüístiques i altres interllengües (com l'intereslau); i l'experiència dels seus membres amb el neollatí.
La metodologia desenvolupada té en compte diversos criteris per a la selecció de formes. Cadascun d'aquests criteris és una característica positiva de les llengües estàndard en general: les formes haurien de ser intel·ligibles idealment, emprades per la majoria, esteses, regulars, tradicionals, concises, etc. Sumen més de 20 criteris lingüístics i extralingüístics, tots tractats per igual en la versió actual de la metodologia. Quan cap forma no és clarament positiva de més maneres que altres formes, la metodologia proporciona als codificadors amb alguns recursos: la composicionalitat (inclusió d'elements de varietats diferents), polimorfisme (inclusió de formes entre les quals l'usuari pot escollir), la centralitat (la priorització de formes de varietats geogràficament centrals), la innovació (creació de neologismes i noves analogies, però estrictament evitant artificiositat), etc. Tot això es fa amb la intenció de desenvolupar un model lingüístic que sigui més fàcilment acceptable per als usuaris potencials i més eficaç per a la comunicació.

## Història

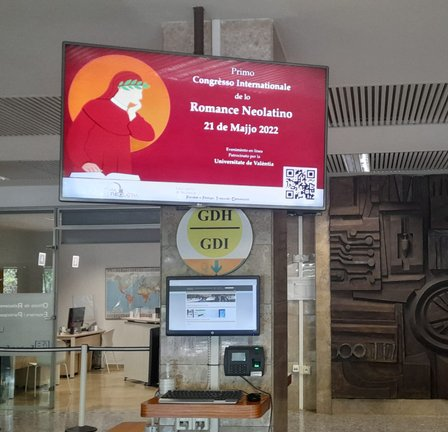
Celebració del Primer Congrés del Romanç Neollatí a la Universitat de València (2022).

Aquesta llengua estàndard va sorgir el 2006 de la mà de l'expert en llengües romàniques Jordi Cassany-Bates, i fou desenvolupada posteriorment per una primera comunitat, un projecte internacional i interdisciplinari anomenat Via Neollatina (Vía Neolatina en neollatí), que reuneix lingüistes i altres professionals de països diferents.
El 2019 es publicà una gramàtica bàsica i un diccionari: Grammàtica Essentiale Neolatina i Dictionario Essentiale Neolatino, que són una versió d'un model preliminar ja publicat anteriorment el 2012.
Un primer grup d'estudiants va començar a aprendre l'idioma a través d'un grup de Faceboo, que arribà a tenir més de 700 seguidors el gener del 2021, i van crear-se després altres pàgines web dedicades al romanç neollatí, incloent-hi blogs com Mondo Neolatino i Lo espàzio.
El projecte també fou presentat a la Universitat de Barcelona el 2011, a la Universitat de Kiel el 2017 i a la primera Conferència de la Llengua Intereslava a Txèquia el 2017.
Gràcies a la interconnexió entre els neollatinistes de diferents països, la llengua va començar a guanyar nous parlants o integrants, sobretot a partir del 2020, quan comença a tenir més presència a Facebook i Instagram. És també durant aquests anys que es van desenvolupar més textos traduïts al neollatí, com les primeres traduccions senceres d'obres conegudes com El petit príncep, o directament textos escrits en neollatí.

## Gramàtica

### Ortografia i pronunciació
El neollatí, així com les llengües llatines, utilitza l'alfabet llatí, format per 26 lletres.
| lletra | IPA    |
| ------ | ------ |
| a      | a      |
| b      | b      |
| c      | tʃ / k |
| d      | d      |
| e      | e / ɛ  |
| f      | f      |

| lletra | IPA        |
| ------ | ---------- |
| g      | ɡ / ʤ      |
| h      | vocal muda |
| i      | i          |
| j      | ʒ / ʤ      |
| k      | k          |
| l      | l          |
| m      | m          |

| lletra | IPA   |
| ------ | ----- |
| n      | n     |
| o      | o / ɔ |
| p      | p     |
| r      | r     |
| s      | s / z |
| t      | t     |

| lletra | IPA |
| ------ | --- |
| u      | u   |
| v      | v   |
| x      | ks  |
| y      | i   |
| z      | z   |

A més a més, s'utilitzen alguns diacrítics per marcar l'obertura de les vocals: è (apèrto) i ò (pòrta); així com l'ús de î per marcar la palatalització de la l [ʎ] i n [ɲ]: fillîo, montannîa.

### Accentuació
L'accentuació gràfica en neollatí té quatre funcions: marcar l'accent fonètic d'algunes paraules, marcar l'hiat (la no diftongació), l'obertura vocàlica d'algunes vocals i la diferenciació entre paraules homòfones.
Les paraules en neollatí són generalment planes, amb l'accent fonètic en la penúltima síĺ·laba, i la majoria acaben en vocal, per la qual cosa no s'accentuen gràficament: la casa, lo cane.
En paraules planes s'escriu l'accent gràfic per indicar que una i o una u és tònica i no forma diftong amb la vocal següent: cantaría, substitúa.
També s'empren els accents gràfics per assenyalar les paraules agudes (cantaràs) i esdrúixoles (cantàssemos).
Com un dels usos de l'accentuació en neollatí és marcar el timbre de les vocals, s'empra l'accent agut sobre les vocals tancades é, í, ó, ú, mentre que les vocals amb timbe obert duen l'accent greu, à, è, ò.

### Morfologia nominal
Seguint la tendència evolutiva general del romanç, el neollatí conserva del llatí la concordança de gènere i nombre, però redueix la declinació als pronoms personals. Per exemple: la luna plena' - lo teatro pleno.
En neollatí hi ha dos gèneres gramaticals per als substantius: masculí (lo cane) i femení (la pòrta), seguint la tendència general de les llengües romàniques. Passa la mateixa cosa amb la flexió dels adjectius, que a més concorden en gènere i nombre amb els substantius:
- lo cane bòno
- la casa bòna

El nombre es marca en neollatí afegint una essa final a les paraules acabades en vocal:
- lo cane - los canes
- la fenèstra - las fenèstras

### Els articles
Els articles determinats en neollatí són lo, la per al singular i los, las per al plural, així com l'article neutre lo per a usos especials.
Els articles indeterminats són uno, una per a les formes singulars i unos, unas per a les formes plurals. L'article masculí uno pot abreujar-se en un davant de paraules que comencen per vocal o hac: uno cane - un hòmene. A més, hi ha les formes de los, de las com a equivalents de les formes plurals unos, unas.
Els articles partitius en neollatí són: de lo, de la, de los, de las: Vòlo de lo pane.

### Morfologia verbal
Com en totes les llengües romàniques, els verbs en neollatí es poden flexionar segons diverses persones: 1a, 2a i 3a; nombre (singular i plural); temps (present, futur, etc.); aspectes (perfectiu, imperfectiu, etc.) i mode (infinitiu, subjuntiu, condicional, imperatiu).
En neollatí hi ha quatre conjugacions:
- Primera conjugació: verbs acabats en -are (cantare)
- Segunda conjugació: verbs acabats en -ere (temere)
- Tercera conjugació: verbs acabats en -ere (véndere), on hi ha infinitius esdrúixols.
- Cuarta conjugació: verbs acabats en -ire (partire)

Així com passa en les llengües llatines, en neollatí també hi ha verbs regulars, que segueixen els paradigmes de cada conjugació, i verbs irregulars amb formes pròpies, com el verb èssere (ser o estar): èo so, tu ès, elle èst, etc.

#### Verbs auxiliars
Hi ha dos verbs auxiliars en neollatí: havere i èssere.
En els temps compostos és possible fer la distinció tradicional entre havere i èssere, és a dir, havere per als verbs transitius i inergatius, i èssere per als verbs inacusatius.
Exemples:
- Elle ha comentsato
- Elle èst nato
- Elle se èst lavato

Tot i així, és possible emprar l'auxiliar havere en comptes de èssere: Elle ha nato.

## Exemples

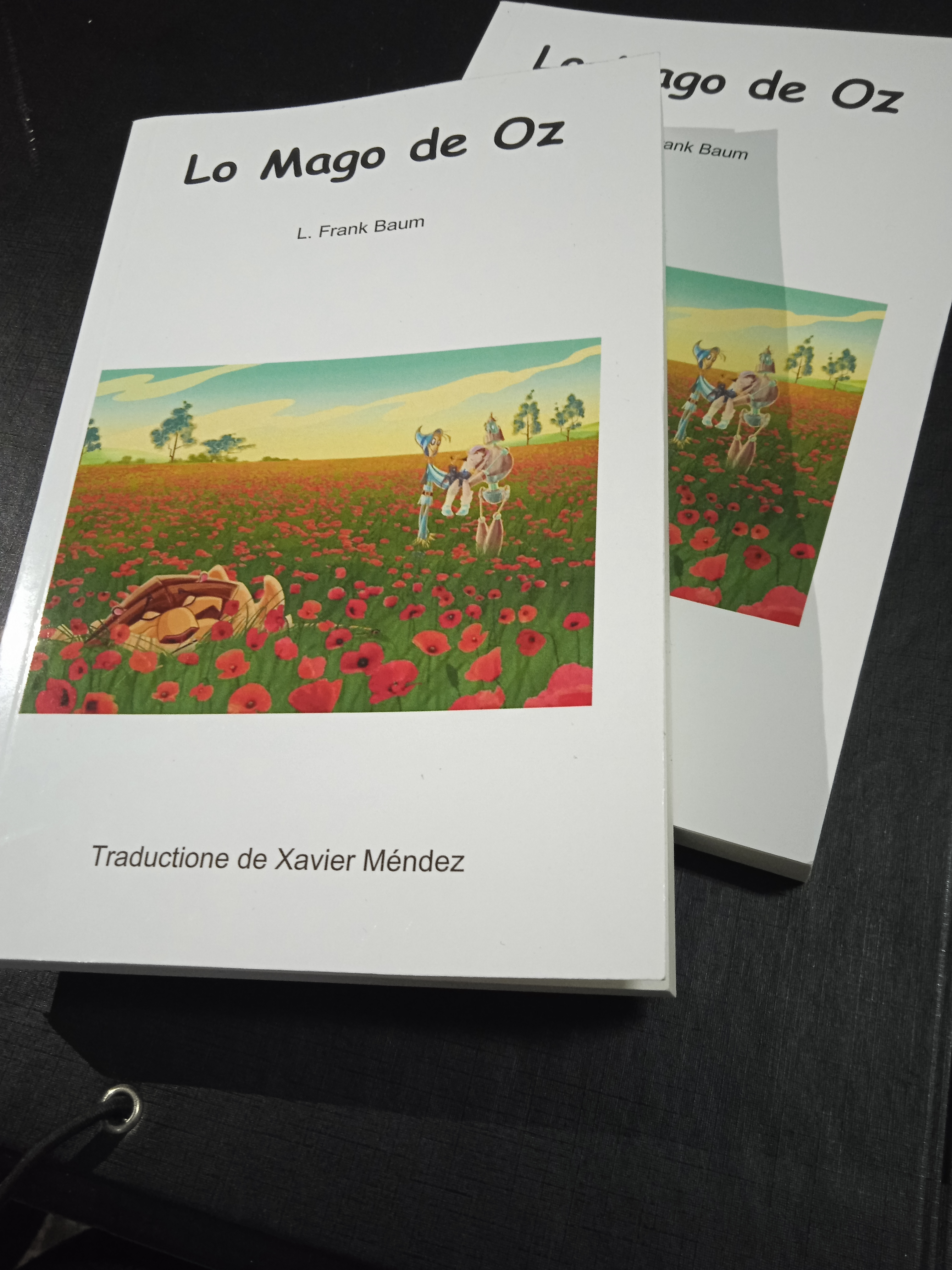
Exemplars de l'obra El Mag d'Oz traduïts al neollatí.

Actualment hi ha ja una gran quantitat de textos produïts en neollatí, al principi el corpus de textos en neollatí es va nodrir de primeres traduccions, sobretot de poesia, i progressivament es va ampliar el nombre de traduccions de textos, gèneres i autors molt diversos, compil·lant un extens corpus amb el qual la comunitat neollatina ha anat ampliant i fent créixer l'idioma, donant-li un ús real i més natural en literatura.

### Traducció deEl petít príncep
L'obra de El petit príncep, d'Antoine de Saint-Exupéry, fou traduïda íntegrament al neollatí (amb el nom de Lo Pettitto Príncipe) per Dennis Bolten el 2023.
Fragment:
Las personas majoras me han consellîato de laxare ad lato los desegnos de sèrpes boa apèrtos aut clausos, et de interessare-me plus tòsto ad la geografía, ad la història, ad lo càlculo et la grammàtica. Cosí èst que hao abbandonato, ad la etate de sèx annos, una magnífica carrèra de pictore. Havevo essuto desillusionato per lo fallimènto de lo mèo desegno número 1 et de lo mèo desegno número 2. Las personas majores jamàis non comprènden necausa per se solas, et èst molto fastidioso por los púeros de sèmpre dare-les explicationes una et altra vece.
Hao donque devuto elégere altro lavoro et hao appreso ad pilotare aviones. Hao volato un pauco per toto lo mondo et, en effecto, la geografía sí me ha servito molto. Èo sapevo distínguere, ad prima vista, China de lo Arizona. Èst molto útile, si uno està perduto durante la nòcte.
Cosí hao havuto, durante la mèa vita, una multitúdine de contactos con una multitúdine de gènte sèria. Hao vexuto molto con personas majores. Los hao visto de molto pròpe. Non ha cambiato molto la mèa opinione.

### Traducció deHarry Potter i la pedra filosofal
L'obra de Harry Potter i la pedra filosofal, de J.K. Rowling, fou traduïda íntegrament al neollatí (amb el nom de Harry Potter et la pètra filosofale) per Xavier Méndez el 2024.
Fragment:
Lo sennîore et la sennîora Dursley, los quales vivevan en lo número 4 de Privet Drive, èran orgullîosos de dícere que èran molto normales, afortunatamente. Èran las últimas personas quales uno esperaría tropare relationatas con qualque causa extrannîa aut misteriosa, per que non les placevan en absoluto cuellas attonterías.
Lo sennîore Dursley èra lo directore de una intrapresa clamata Grunnings, la quale fabricava de los taratros. Èra un hòmene con uno grande còrpo, quasi sene còllo, si bène con uno mustaccîo immènso. La sennîora Dursley èra esvelta, blonda et haveva uno còllo quasi lo doplo de lòngo de lo habituale, la quale causa le èra molto útile, car passava grande parte de lo tèmpo stirando-lo per supra la estacata de los gîardinos por espiare soos vicinos. Los Dursley havevan uno fillîo pettitto clamato Dudley, et por ellos non hi haveva un enfante mellîore que lui.

### Traducció de poesia
Sonet de Dante Alghieri traduït al neollatí per Bruno Zani el 2010:
Tanto gentile et tanto honèsta pare

la dòmna mèa quando altros saluta,

que òmne lengua devèn, tremando, muta

et los òclos non l’ausan de guardare.

Ella se·n va, audindo-se laudare,

benignamente, d’humiltat vestita,

et par que sèa una causa venita

da cèlo en tèrra ad miràcol mostrare.

Mòstra-se tant placènte ad qui la mira

que dà per los òclos al còr dolcîore

que entender-lo non pòt qui non lo pròva;

Et par que de soa faccîa se mòva

uno spírito suave et plen d'amore

que va dicèndo ad l’ànima: «Sospira!»